# 山本辰生
山本 辰生（やまもと たつお、1976年5月25日 - ）は、日本の元インドアバレーボール選手、ビーチバレーボール選手である。

## 経歴
大阪府出身。立命館大学時代には4年連続で全日本大学選手権に出場。1999年に、堺ブレイザーズに入団。2002年の第8回Vリーグでは3位。
2003年にビーチバレーに転身。同年、国内最大の大会であるビーチバレージャパンで3位という結果を残した。
2005年の第5回アジアビーチバレーボール選手権では西村晃一とペアを組み出場、5位という結果を残した。
現在はバレーボール指導者、大学非常勤講師として活動する。

## 人物
- 2006年1月13日、バレーボール選手の大友愛と結婚[2]（当時大友は妊娠2か月）。バレーボール界のビッグカップル誕生ということで注目を集めた。2012年3月に離婚[2]。
- 大友との間に生まれた娘は、2023年に16歳で日本代表登録メンバーに選出された秋本美空[3][4]。

## 所属チーム
- 大阪市立都島工業高等学校
- 立命館大学
- 堺ブレイザーズ（1999-2003年）